# Quirós (kommun)
Quirós är en kommun i Spanien. Den ligger i den autonoma regionen Asturien i norra delen av landet, 400 km nordväst om huvudstaden Madrid. Antalet invånare är 1 160 (2024). Arean är 203,21 kvadratkilometer. Quirós gränsar till Teverga, Proaza, Santo Adriano, Morcín, Riosa, Lena och San Emiliano. 